# Piromyces spiralis
Piromyces spiralis är en svampart som beskrevs av Y.W. Ho 1993. Piromyces spiralis ingår i släktet Piromyces och familjen Neocallimastigaceae.   Inga underarter finns listade i Catalogue of Life.